# Lasne-Chapelle-Saint-Lambert
Pour les articles homonymes, voir Chapelle (homonymie).
Lasne-Chapelle-Saint-Lambert (en wallon Lane-Tchapele-Sint-Lambiet) est une section de la commune belge de Lasne située en Région wallonne dans la province du Brabant wallon.
C'était une commune à part entière avant la fusion des communes de 1977.

## Démographie
- Sources:INS, Rem:1831 jusqu'en 1970=recensements, 1976= nombre d'habitants au 31 décembre

## Personnalités
Le peintre belge Olivier Lamboray est né à Lasne-Chapelle-Saint-Lambert.